# 17. svibnja
17. svibnja (17. 5.) 137. je dan godine po gregorijanskom kalendaru (138. u prijestupnoj godini).
Do kraja godine ima još 228 dana.

## Događaji
- 1814. – Norveška proglasila nezavisnost od Švedske i usvojila novi ustav
- 1846. – Adolphe Sax patentirao saksofon
- 1940. – Nacističke trupe ušle u Bruxelles.
- 1949. – Velika Britanija priznala nezavisnost Republike Irske i potvrdila pripadnost Sjeverne Irske Ujedinjenom Kraljevstvu
- 1965. – Prvi prijenos TV programa u boji, iz Velike Britanije u SAD
- 1990. – Svjetska zdravstvena organizacija (WHO) briše homoseksualnost s liste psihičkih bolesti
- 1992. – Spaljen Orijentalni institut u Sarajevu. Nakon bombardiranja zapaljivim streljivom nepovratno izgubljena rukopisna zbirka s 5263 kodeksa i arhiva s preko 200.000 dokumenata.
- 1997. – Počeo emitirati program Hrvatski katolički radio.[1]
- 2014. – Sava je probila riječni nasip kod Rajevog Sela što je prouzročilo poplave u istočnoj Hrvatskoj.

| - 1798. – Anton Šerf, slovenski pisac, pjesnik, homilet († 1882.) - 1820. – Sergej Solovjov, ruski povjesničar († 1879.) - 1864. – Ante Trumbić, hrvatski političar († 1938.) - 1888. – Anton Durković, rumunjski biskup hrvatskog i austrijskog podrijetla († 1951.) - 1898. – Ante Cettineo, hrvatski književnik († 1956.) - 1906. – Zinka Kunc, hrvatska operna solistica († 1989.) - 1918. – Birgit Nilsson, švedska operna pjevačica († 2005.) - 1926. – Michio Kushi, japanski edukator i makrobiotičar - 1929. – Branko Zebec, hrvatski nogometaš i nogometni trener († 1988.) - 1932. – Branimir Makanec, hrvatski pionir računalstva - 1936. – Dennis Hopper, američki glumac († 2010.) - 1950. – Janez Drnovšek, slovenski političar i državnik († 2008.) - 1951. – Ivan Katalinić, hrvatski nogometni vratar i trener - 1956. – Sugar Ray Leonard, američki boksač - 1960. – Andro Vlahušić, hrvatski liječnik i političar - 1960. – Branko Miljuš, hrvatski nogometaš - 1961. – Enya, irska glazbenica - 1975. – Mario Kovačević, hrvatski nogometaš i nogometni trener - 1982. – Tony Parker, francuski košarkaš - 1983. – Channing Frye, američki košarkaš - 2002. – Léon Marchand, francuski plivač | - 1395. – Marija, ugarsko-hrvatska kraljica (* 1370.) - 1510. – Sandro Botticelli, talijanski slikar (* 1445.) - 1606. – Lažni Dimitrije, ruski car - 1727. – Katarina I., ruska carica (* 1684.) - 1917. – Radomir Putnik, srpski vojskovođa (* 1847.) - 1935. – Antonia Mesina, talijanska katolička blaženica (* 1919.) - 1979. – Zvonimir Cimermančić, hrvatski nogometaš (* 1917.) - 1987. – Gunnar Myrdal, švedski ekonomist, sociolog i nobelovac (* 1898.) - 1999. – Božidar Finka, hrvatski jezikoslovac (* 1925.) - 2002. – Ladislao Kubala, mađarsko-španjolski nogometaš i trener slovačkog porijekla (* 1927.) - 2005. – Frank Gorshin, američki glumac (* 1933.) - 2010. – Lujo Margetić, hrvatski povjesničar i akademik (* 1920.) - 2012. – Donna Summer, američka pjevačica (* 1948.) - 2013. – Jorge Rafael Videla, argentinski vojni diktator (* 1925.) |

## Blagdani i spomendani
- Dan službi nacionalne sigurnosti u Hrvatskoj
- Međunarodni dan borbe protiv homofobije
- Svjetski dan hipertenzije